# Judith Gamora Cohen
Judith Gamora Cohen (Nueva York, 1946) es profesora de Astronomía de la Kate Van Nuys Page en el Instituto de Tecnología de California. 
Tiene una licenciatura del Instituto de Estudios Avanzados Radcliffe, un doctorado de Caltech y una licenciatura de la Universidad de Arizona.  Su investigación en la estructura y evolución de las estrellas y galaxias ha influido en el desarrollo de instrumentación para el observatorio Keck y la conducción de la Revista Caltech Faint Galaxy Redshift Survey, con más de 200 artículos publicados.
Ha impartido la distinguida conferencia Caroline Herschel en el Instituto de Ciencia del Telescopio Espacial y la Conferencia distinguida Cecilia Payne-Gaposchkin en el Centro de Astrofísica de la Universidad de Harvard . 
Algunas de sus investigaciones han sido descritas en la prensa popular.  Usando ópticas adaptativas guiadas por láser en el observatorio Keck, mostró que varios grupos apretados de estrellas que orbitan alrededor de la galaxia de Andrómeda no eran en realidad grupos. Junto con Evan Kirby, ella ha estudiado la masa de la cercana galaxia enana Triangulum II, demostrando que esta galaxia tiene una masa sorprendentemente grande por su número de estrellas visibles, lo que la convierte en una galaxia candidata de materia oscura.